# Актёры (фильм)
«Актёры» (фр. Les Acteurs) — фильм Бертрана Блие, в котором снялось рекордное количество популярнейших французских кинозвёзд 50-х—80-х годов.

## Сюжет
Сюжет фильма с трудом поддаётся описанию, поскольку его практически нет. Этот фильм Бертрана Блие — скорее проявление чувства признательности по отношению к тем великим актёрам, с которыми ему посчастливилось работать, и признание в любви французскому кино 50-х — 80-х годов, когда они находились на пике популярности. Это попытка на мгновение задержать уходящую с ними эпоху расцвета французского кинематографа.
Действие напоминает импровизацию. Создаётся впечатление, что актёры придумывают текст на ходу, попутно обсуждая своих коллег. Жан-Пьер Марьель пытается привлечь внимание официанта в ресторане и возмущается по поводу плохого сервиса, друзья пытаются успокоить его. К ним присоединяется Клод Риш, никогда не теряющий хорошего расположения духа. За другими столиками тоже происходят маленькие драмы: Сами Фрей оскорбляет Андре Дюссолье и получает пощёчину; его друг ищет пистолет, чтобы застрелиться. На улице также пересекаются пути актёров, они преследуют друг друга, раздают автографы… Пьер Ардити и Жан-Клод Бриали изображают гомосексуальную пару. Ардити нашёл утешение в объятьях Бриали после того, как некий Франсуа Негре (Франсуа Берлеан) увёл у него любимую женщину (Мария Шнайдер). Встретив Негре на улице он напоминает ему об этом, а тот приглашает его в гости. Кроме того, Ардити вступает в конфликт с гуляющим по Парижу Майклом Лонсдейлом, когда тот недоброжелательно отзывается о гомосексуалистах. Дюссолье и Жак Вильре осматривают необычную скульптуру на Елисейских полях — мотоциклиста (Жерар Депардье), пробившего головой рекламный щит.
Ален Делон приходит на съёмки фильма, где его не ждали, и вспоминает уже ушедших из жизни актёров — Жана Габена, Лино Вентуру, Луи де Фюнеса…
Марьель сообщает Пикколи, что его жена изменяет ему с официантом. Пикколи вызывает санитаров, которые отводят Марьеля к врачу. Марьель жалуется, что никто не воспринимает его всерьёз. Врач советует ему убить какого-нибудь зрителя, чтобы избавиться от депрессии, так же, как зрители убивают актёров своим безразличием. Марьель сразу чувствует себя лучше и вместе с Вильре и Дюссолье отправляется на поиски жертвы. Наконец, поймав случайного прохожего, плохо отзывавшегося об одном из актёров, они ведут его в подземный гараж, чтобы убить. Жертва сопротивляется и заявляет, что не хочет умирать, а хочет пойти в кино. Актёры сразу оживляются и предлагают ему посмотреть новый фильм, но узнав содержание фильма, тот просит его убить.
Бриали и Ардити наносят поздний визит Негре, и Мария Шнайдер рассказывает им о своей жизни. Снова увидев её, Ардити понимает, что слишком любит женщин, и решает расстаться с Бриали.
Марьель, Вильре и Дюссолье опять в ресторане, за соседним столиком сидит Жак Франсуа. Появляется Мишель Серро и затевает ссору с Франсуа. Выйдя на улицу, Серро видит полицейскую засаду и натыкается на пьяного Жан-Поля Бельмондо, который предупреждает его, что полиция устроила облаву на актёров. Серро задерживают, но он не признаётся, что актёр. Тогда его ведут на казнь другого актёра — Мишеля Галабрю — и под угрозой расстрела склоняют к сотрудничеству. От него требуется всего лишь назвать имена других актёров. Бельмондо тоже попадает в руки полиции. Чтобы спастись, оба актёра начинают ломать комедию. Наконец, Серро удаётся бежать во время расстрела Бельмондо и он снова возвращается в ресторан. Там всех посетителей держит на мушке Франсуа. Он убивает Марьеля, жалуется на отсутствие негативных ролей и требует режиссёра. «Где этот болван Блие?!» — спрашивает Серро. Но Блие уже снимает совсем другой фильм, где главную роль играет Клод Брассер. У него внезапно звонит телефон и собеседником Брассера является не кто иной, как его покойный отец. После разговора с ним Брассер передает трубку самому Блие со словами: «Твой отец хочет поговорить с тобой»…

## В ролях
- Жан-Поль Бельмондо
- Жан-Клод Бриали
- Жерар Депардье
- Ален Делон
- Мишель Галабрю
- Мишель Пикколи
- Майкл Лонсдейл
- Клод Риш
- Мария Шнайдер
- Мишель Серро
- Клод Брассер
- Жан-Пьер Марьель
- Сами Фрей
- Андре Дюссолье
- Пьер Ардити
- Жак Вильре
- Жак Франсуа
- Жозиан Баласко
- Жан Янн
- Филипп Маньян[фр.]